# Margarete Poehlmann

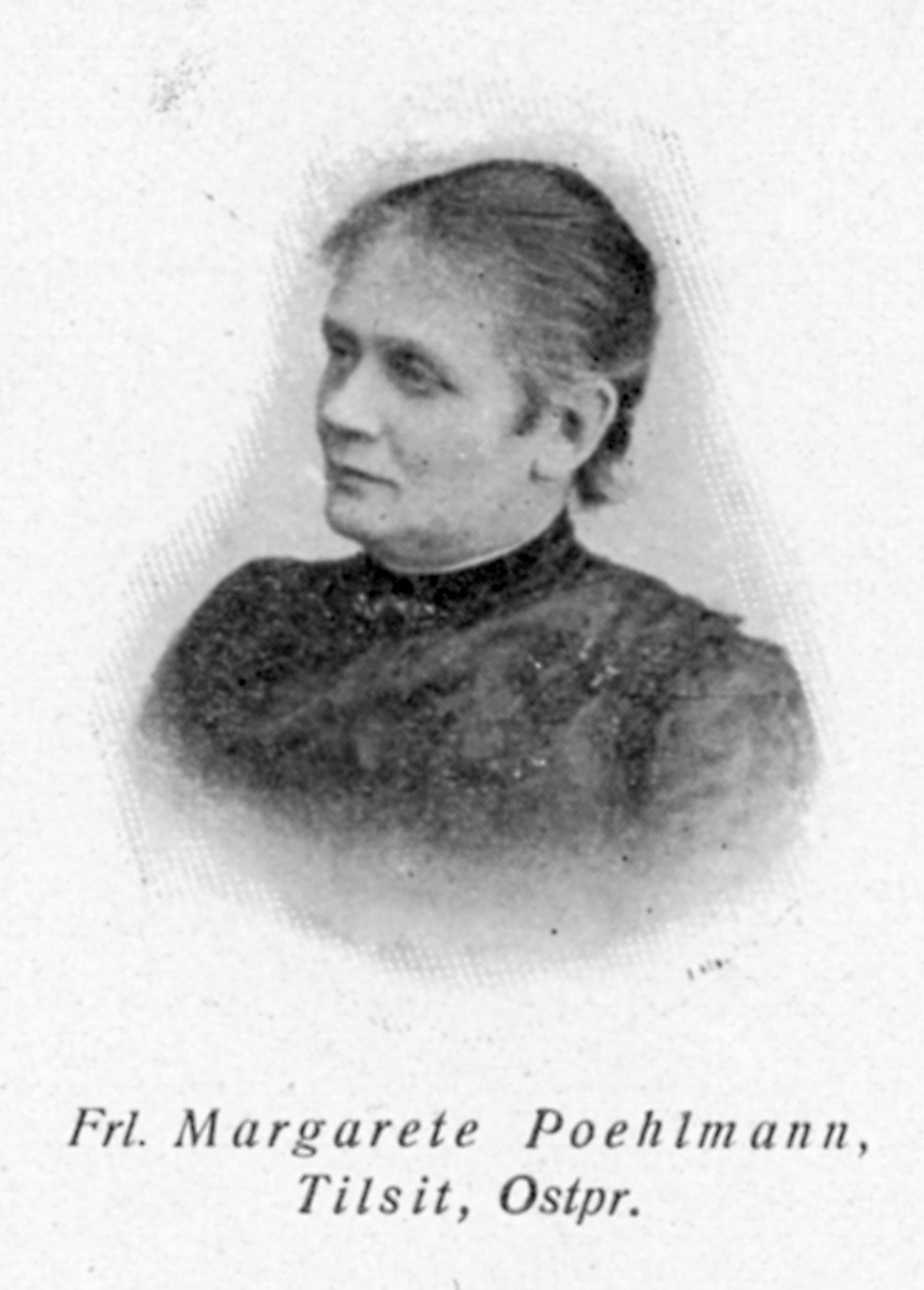
Poehlmann, 1904

Margarete Poehlmann (* 29. Juni 1856 in Tilsit; † 25. Dezember 1923 ebenda) war eine deutsche Politikerin (DVP).

## Leben
Nach dem Besuch der Höheren Mädchenschule absolvierte Margarete Poehlmann das Höhere Lehrerinnenseminar und unternahm zu ihrem Studium Auslandsreisen nach England und Frankreich. Sie war von 1876 bis 1882 als Lehrerin an der städtischen Höheren Mädchenschule in Tilsit tätig und wirkte von 1888 bis 1920 Direktorin am Tilsiter Privaten Lyzeum.
Poehlmann engagierte sich in der Frauenbewegung. Sie war Vorsitzende des Verbandes Ostpreußischer Frauenvereine und Vorsitzende der Ortsgruppe Tilsit des Allgemeinen Deutscher Frauenvereins (ADF). Beim ADF gehörte sie von 1905 bis 1907 dem engeren Bundesvorstand an. 1919 wurde sie für die Deutsche Volkspartei (DVP) in die Verfassunggebende Preußische Landesversammlung gewählt und 1921 dann in den Preußischen Landtag, dem sie bis zu ihrem Tode angehörte. Am 5. März 1919 hielt sie die erste Rede einer Frau im preußischen Landesparlament.
Zu ihrem Gedenken wurde in den 1920er Jahren das Lyzeum in Tilsit in Margarete-Poehlmann-Schule umbenannt.